# Camunare Rojo
Camunare Rojo es un poblado ubicado en el Estado Yaracuy del Municipio Urachiche, en Venezuela, tiene al sur la Autopista Centro-Occidental Cimarrón Andresote.
El origen del nombre "Camunare Rojo", tiene su origen en la lengua caquetía: camunare henare significa "tierra amarilla de donde hacen vasijas". La alusión al color rojo hace referencia a su militancia política histórica, ya que fue el primer sector que tuvo un concejal del partido comunista en el siglo pasado.
CAMUNARE ROJO ocupa un ámbito geográfico de 2.437,23 has, comprendido dentro de los siguientes linderos, por el noroeste: antiguo camino Los Pumarrosos, sector Pirichigüe, oeste a la Quebrada Los Rayos, pasando Mampostal, Quebrada Seca, la Virgen y el Sector Las Adjuntas, Oeste: Quebrada Los Rayos (Norte: hasta la carretera vieja Urachiche antigua intercomunal: La Virgen-Urachiche), por el Sureste: Sector Las Adjuntas, vía carretera panamericana Mata Caballo, cae Río Urachiche sector Caraquita y por el Sur: Mata Caballo (El Apamate con aguas abajo Quebrada Los Rayos.
Es un sector rural, posee una escuela básica de nombre Nicolasa García,  de 1º a 6° grado del Nivel Primaria y de 1.er   a 3.er año del Nivel Media General. Además cuenta con el CEIB Camunare y el CEIB Nicolasa García, como también se encuentran dos simoncitos de nombres Santa Lucía y San judas Tadeo. La institución del Nivel de Media General, tiene como epónimo al eminente pedagogo venezolano Luis Beltrán Prieto Figueroa.
Se cuenta con la organización Comunitaria Camunare Rojo Televisión quien opera la Televisora Comunitaria Camunare Rojo, fortaleza en el ámbito Comunicacional que durante más de 10 años ha desarrollado estrategias para el acompañamiento y formación de las organizaciones sociales que hacen vida en la comunidad, infraestructura y equipos de alta tecnología, se cuenta con personas de experiencia en el área audiovisual y radiofónica.
Cuenta con dos líneas de carros por puesto: Prudencio Vasquez, cuya ruta es de Chivacoa - Municipio Bruzual hasta Sabana de Parra Municipio Páez y Yacambu que recorre desde Chivacoa - Municipio Bruzual hasta Yaritagua - Municipio Peña.
Está compuesta por nueve sectores: El Nuevo Federal, Federal II,  Comunidad Agrícola Santa Lucía, La Ceiba, Barrio Simón Bolívar, La Mora, Centro Camunare Rojo, Cocorotico y El Pereño

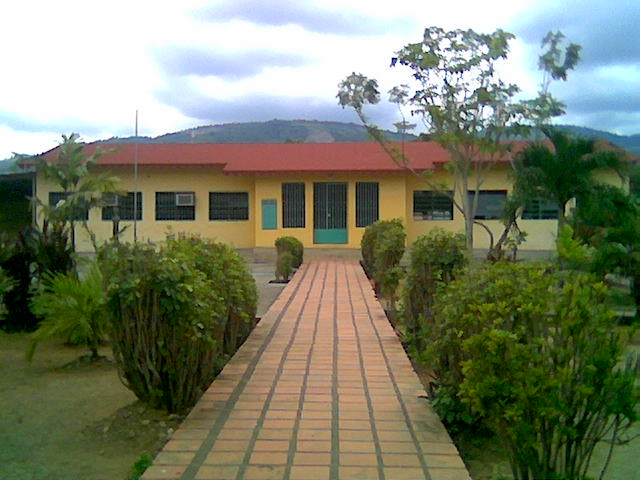
Escuela "Nicolasa García Elaborado por Ing. Alberto Carrizalez".

## Camunare Rojo TV

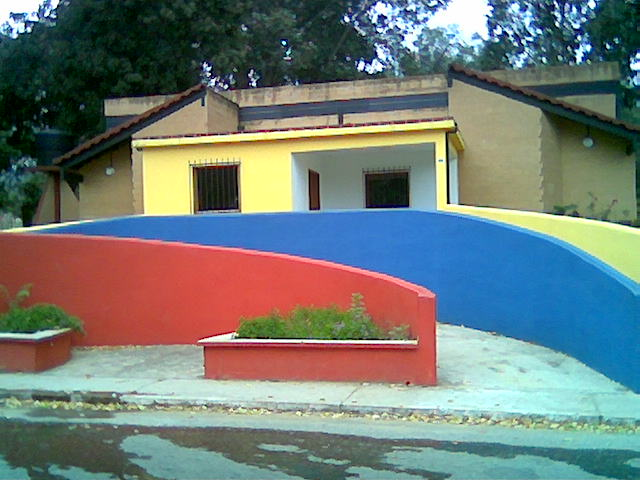
Sede de Camunare Rojo TV.

El canal Camunare Rojo TV (CRTV) es un canal regional venezolano de carácter comunitario, con base en la población venezolana de Camunare Rojo. En diciembre de 2003, CONATEL, en conjunto a la comunidad de Urachiche, capital del Municipio homónimo en el estado venezolano de Yaracuy, crearon Camunare Rojo TV.
Camunare Rojo TV está al aire tres (3) horas al día, cuya programación se entorna en programas políticos, económicos y de la situación social de la "Revolución Bolivariana". Camunare Rojo TV firmó un acuerdo con TeleSUR en marzo de 2006, y en su programación agregó el noticiero de TeleSUR. Camunare Rojo TV sirve a la población de Camunare Rojo, Urachiche y a parte del Estado Yaracuy.